# Philon d'Athènes
Pour les articles homonymes, voir Philon.
Philon d’Athènes est un ingénieur militaire grec de la fin du IVe siècle / début du IIIe siècle av. J.-C.

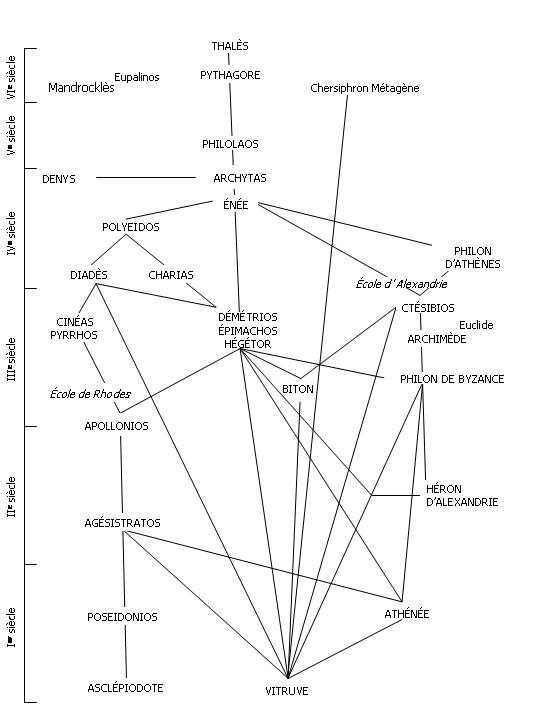
Principe de filiation entre ingénieurs de l'Antiquité

D’après Vitruve, il aurait travaillé au temple de Déméter et de Perséphone, à Éleusis. Il a écrit un traité intitulé Sur les proportions des temples, aujourd’hui perdu mais dont on retrouve la mention dans l’œuvre de Vitruve. Ce traité constitue un indice historique pour l’étude de la notion de module.
C’est à Philon d’Athènes qu’on doit également l’arsenal du Pirée, détruit plus tard par Sylla, et sur lequel il écrivit un autre traité qui faisait encore référence au temps de Vitruve. Plutarque parlait de cet arsenal comme d’un édifice unanimement admiré, on en a conservé une description gravée dans une dalle de marbre.
Philon d’Athènes écrivit également un traité de poliorcétique. Les livres IV et V de Philon de Byzance n’en seraient qu’une adaptation ou un résumé. Philon d’Athènes se serait lui-même inspiré d’Aeneas, en y ajoutant les éléments fournis à l’art militaire par les conquêtes de Philippe et d’Alexandre.